# 세종국제고등학교
세종국제고등학교(世宗國際高等學校)는 대한민국 세종특별자치시 아름동에 있는 공립 고등학교이다.

## 학교 연혁
- 2012년 7월 31일 : 세종국제고등학교 개교 공지
- 2012년 9월 19일 : 15학급 인가
- 2012년 10월 23일 : 자율학교 지정
- 2013년 3월 1일 : 세종국제고등학교 개교
- 2013년 3월 1일 : 초대 김남훈 교장 부임
- 2013년 3월 4일 : 제1회 입학식(103명 입학)
- 2016년 2월 3일 : 제1회 졸업식(101명 졸업)
- 2021년 9월 1일 : 제3대 박희동 교장 부임
- 2023년 1월 26일 : 제8회 졸업(91명, 졸업생 누계 783명)
- 2023년 3월 2일 : 제11회 입학(104명)
- 2024년 1월 25일 : 제9회 졸업(92명, 졸업생 누계 875명)
- 2024년 3월 4일 : 제12회 입학(102명)

## 참고 자료
- 세종국제고등학교 - 한국교육학술정보원 학교알리미